# 한국식문화예술협회
한국식문화예술협회는 식생활 문화와 관련된 학술, 예술, 기술을 연구 개발하여 국내외에 널리 보급하고, 식생활 문화에 관련된 전문인들의 지위 향상 및 회원 상호간의 친목을 도모하고, 나아가 우수한 한국 식생활 문화의 세계화 및 가치창출에 기여할 목적으로 목적으로 2009년 2월 13일 설립된 대한민국 농림수산식품부 소관의 사단법인이다. 사무실은 서울특별시 강남구 역삼동 608-19에 있다.

## 주요 사업
- 한국 전통식문화의 현대화를 위하여 연구개발 및 국내외 보급
- 한국식생활문화의 예술성과 기능 및 기술에 대한 체계 정립
- 한국식문화를 이끌어 갈 전문인의 양성, 해외진출 및 국제교류 지원
- 한국식생활 분야에 관한 프로듀싱
- 식생활 분야에 관한 도서발간, 세미나, 강연회, 데먼스트레이션, 경기대회 등의 개최와 지원
- 회원의 친목과 권익보호에 관한 사업